# Amt Dorf Mecklenburg-Bad Kleinen
La comunità amministrativa di Dorf Mecklenburg-Bad Kleinen (Amt Dorf Mecklenburg-Bad Kleinen) si trova nel circondario del Meclemburgo Nordoccidentale nel Meclemburgo-Pomerania Anteriore, in Germania.

## Suddivisione
Comprende 9 comuni (abitanti il 31 dicembre 2022)
1. Bad Kleinen (3 743)
2. Barnekow (602)
3. Bobitz (2 493)
4. Dorf Mecklenburg (3 346)
5. Groß Stieten (640)
6. Hohen Viecheln (734)
7. Lübow (1 587)
8. Metelsdorf (516)
9. Ventschow (786)

Il capoluogo è Dorf Mecklenburg.